# Fiberfab Inc.

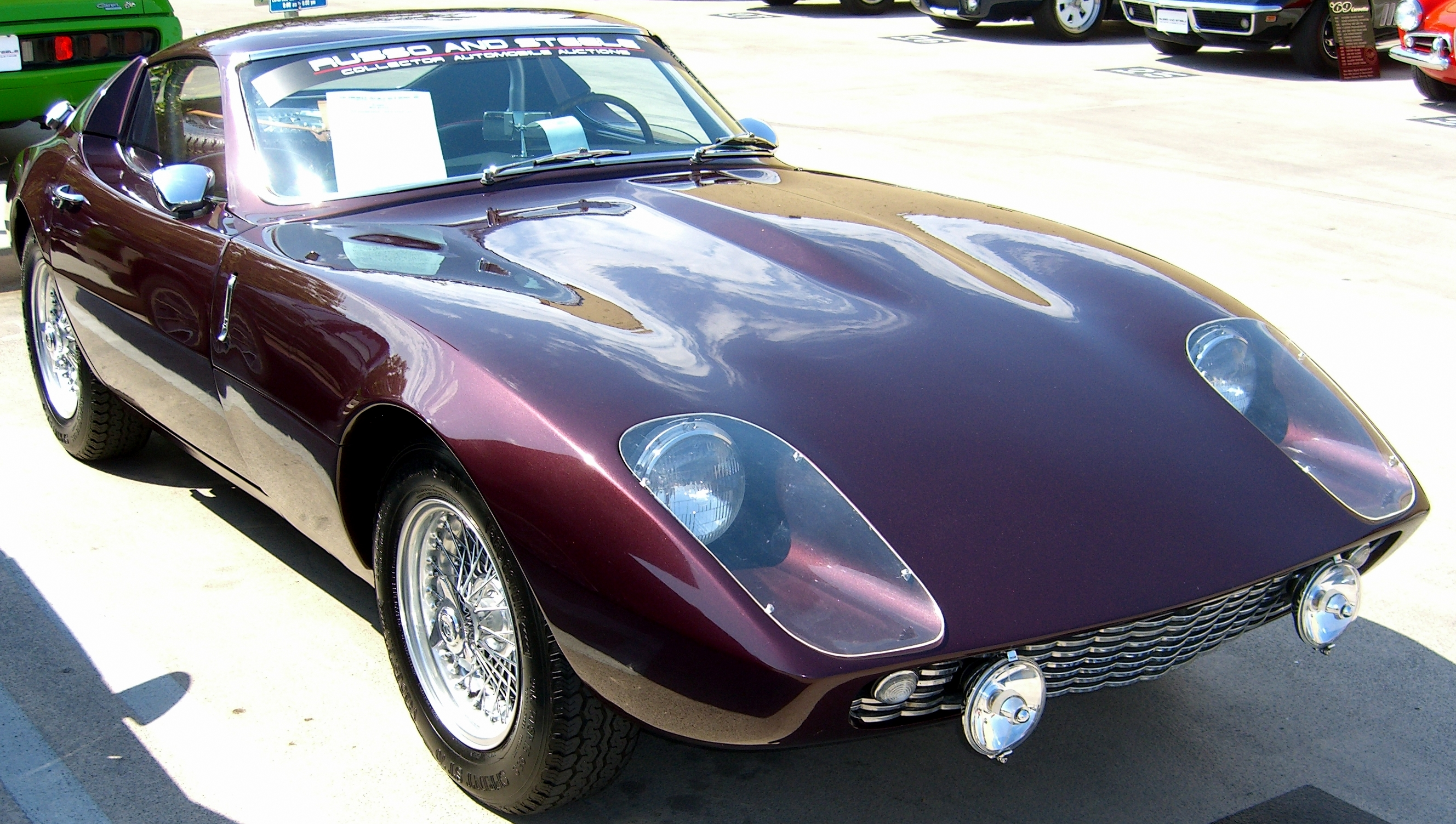
Fiberfab Jamaican auf einem Fahrgestell eines Austin-Healey 100 (1959)

Fiberfab Inc. war ein US-amerikanischer Hersteller von Kit-Cars in Santa Clara (Kalifornien). Die Firma wurde 1964 von Warren Goodwin gegründet und beschäftigte sich zunächst mit dem Bau von Tuningteilen für Street-Rods und Karosserieteilen für den Ford Mustang. 1965 begann man mit dem Bau von Kit-Cars, der bis 1978 fortgeführt wurde. 1983 wurde die Firma von Classic Motor Carriages übernommen.
Der Jamaican war auf Basis des TR3, des TR4, des MGA, des Austin-Healey 100 oder des VW Käfer erhältlich. Später baute Fiberfab sein eigenes Fahrgestell für den Jamaican und setzte einen V8-Motor ein.
Fiberfab stellte auch ein Replica des Ford GT40 auf Basis der Bodengruppe des VW Käfer her, die Avenger GT genannt wurde. Der Fiberfab Valkyrie war ein ähnliches Auto für die Aufnahme eines V8-Motors.
Der Bonito wurde in Lizenz in Deutschland durch Fiberfab-Karosserie und Schweden gebaut.
Auch baute Fiberfab getunte Fahrzeuge, die im Film THX 1138 eingesetzt wurden.

## Modelle

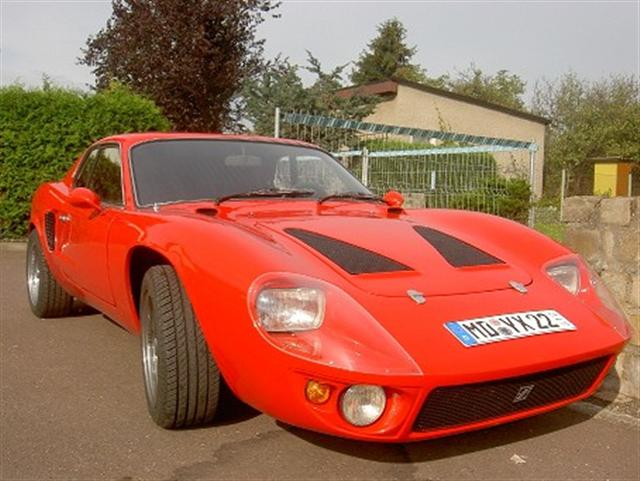
Fiberfab FT Bonito

- Avenger
- Aztec
- Aztec GTS
- Aztec 7
- Bonito
- Caribee/Banshee
- Centurion
- Classic Tiffany
- Clodhopper (Strandbuggy)
- Cobra
- Gazelle
- Jamaican
- Liberty
- Migi – Replica eines MG-TD
- Scarab (3-Rad-Fahrzeug)
- Speedster 356
- Speedster 359
- Vegabond (Strandbuggy)
- Valkyrie
- 1934 Ford Cabriolet
- 1934 Ford Victoria
- 1934 Mercedes